# American Stock Exchange
American Stock Exchange (AMEX) er en amerikansk børs. AMEX blev grundlagt i New York i 1842. 

## Eksterne links
- Wikimedia Commons har flere filer relateret til American Stock Exchange
- Officielle hjemmeside

| Økonomi | Spire Denne artikel om økonomi er en spire som bør udbygges. Du er velkommen til at hjælpe Wikipedia ved at udvide den. |

40°42′31″N 74°00′45″V / 40.7086°N 74.0125°V